# Diritti LGBT a Grenada
Le persone LGBT a Grenada sono discriminate e non godono di alcuna tutela.

## Leggi

### Omosessualità maschile
L'omosessualità maschile è illegale a Grenada. Secondo il Codice penale di Grenada, Sezione 431, il reato di "crimine innaturale" è commesso per mezzo di rapporti sessuali per ano, cioè penetrazione anale. Tale reato è punibile con la reclusione fino a dieci anni.
Il Codice Penale non specifica l'oggetto "penetrante", sebbene, facendo affidamento sulla legge comune, l'oggetto penetrante sia il pene. Il reato è imputabile a una persona di sesso maschile insieme a un'altra persona di sesso maschile o a una persona di sesso maschile insieme a un'altra persona di sesso femminile. Tuttavia, il reato non può essere commesso da due donne.

### Protezioni legali
Non ci sono clausole esplicite sull'eguaglianza o sulla protezione della privacy nella Costituzione di Grenada del 1973.

## Movimento per i diritti LGBT a Grenada
Nel maggio 2013, il presidente del Senato del paese ha chiamato l'isola a riconsiderare il divieto delle relazioni sessuali tra persone dello stesso sesso e ha affermato che "il giorno si avvicina rapidamente" a Grenada e agli altri paesi caraibici per abrogare le loro leggi sulla sodomia.

Legislazione di Grenada tra le Piccole Antille (fino a 10 anni di reclusione)

## Tabella riassuntiva
| Attività e relazioni sessuali legali                                | per gli uomini (fino a 10 anni di carcere) / per le donne |
| Parità dell'età di consenso                                         | per gli uomini / per le donne                             |
| Leggi anti-discriminazione sul lavoro                               | No                                                        |
| Leggi anti-discriminazione nella fornitura di beni e servizi        | No                                                        |
| Leggi anti-discriminazione in tutti gli altri settori               | No                                                        |
| Matrimonio egualitario                                              | No                                                        |
| Unione civile                                                       | No                                                        |
| Adozione                                                            | No                                                        |
| Autorizzazione a prestare servizio nelle forze armate               | non dispone di un esercito                                |
| Diritto di cambiare legalmente sesso                                | No                                                        |
| Surrogazione di maternità                                           | No                                                        |
| Permesso alle donne lesbiche di accedere alla fecondazione in vitro | No                                                        |
| Permessa la donazione di sangue per le persone omosessuali          | No                                                        |